# جانکارلو دامتو
جانکارلو دامتو (انگلیسی: Giancarlo Dametto؛ زادهٔ ۶ ژانویهٔ ۱۹۵۹) بازیکن والیبال اهل ایتالیا است.